# Indice de la Bourse de Malte
Le MALTEX est un indice boursier de la bourse de Malte.

## Composition
Au 19 août 2011, l'Indice de la Bourse de Malte se composait des titres suivants:
| Symbole | Société                         | Poids indiciel | Secteur                       |
| ------- | ------------------------------- | -------------- | ----------------------------- |
| 6PM MV  | 6pm Holdings                    | 0,27 %         | N/A                           |
| BOV MV  | Bank of Valletta                | 24,76 %        | Finance                       |
| CW MV   | Crimsonwing                     | N/A            | Technologies de l'information |
| FIM MV  | FIMBank                         | 2,93 %         | N/A                           |
| GCL MV  | GlobalCapital                   | N/A            | N/A                           |
| GO MV   | GO PLC                          | 5,12 %         | Télécommunications            |
| GHM MV  | Grand Harbour Marina            | N/A            | Consommation cyclique         |
| HSB MV  | HSBC Bank Malta                 | 31,63 %        | Finance                       |
| IHI MV  | International Hotel Investments | 16,68 %        | Consommation cyclique         |
| IHG MV  | Island Hotels Group Holdings    | N/A            | N/A                           |
| LOM MV  | Lombard Bank Malta              | 3,91 %         | Finance                       |
| MIA MV  | Aéroport international de Malte | 4,89 %         | Industrie                     |
| MTP MV  | MaltaPost                       | 1,26 %         | Industrie                     |
| MDS MV  | Medserv                         | 1,55 %         | Énergie                       |
| MSI MV  | Middlesea Insurance             | 3,32 %         | Finance                       |
| MDI MV  | Midi PLC                        | N/A            | N/A                           |
| PZC MV  | Plaza Centers                   | 0,68 %         | Finance                       |
| RS2 MV  | RS2 Software                    | 0,83 %         | Technologies de l'information |
| SFC MV  | Simonds Farsons Cisk            | 2,17 %         | Consommation non cyclique     |